# Списак епизода серије Убити Ив
Убити Ив (енгл. Killing Eve) британски је шпијунски трилер. Премијера серије била је 8. априла 2018. на каналу BBC America у САД, а 9. априла 2018. на услузи стриминга HBO Go у Србији. Темељи се на серији романа Виланел Лука Џенингса. Прати Ив Поластри (Сандра Оу), истражитељку британске обавештајне службе која је задужена за хватање убице, Виланел (Џоди Комер). Како потера напредује, њих две развијају међусобну опсесију.
У јануару 2020. серија је обновљена за четврту и финалну сезону, која се емитује од 27. фебруара 2022. године.

## Преглед серије
| Сезона | Сезона | Епизоде | Оригинално емитовање | Оригинално емитовање | Оригинални емитер | Српско емитовање | Српско емитовање | Српски емитер |
| Сезона | Сезона | Епизоде | Премијера            | Финале               | Оригинални емитер | Премијера        | Финале           | Српски емитер |
| ------ | ------ | ------- | -------------------- | -------------------- | ----------------- | ---------------- | ---------------- | ------------- |
|        | 1.     | 8       | 8. април 2018.       | 27. мај 2018.        |                   | 9. април 2018.   | 28. мај 2018.    |               |
|        | 2.     | 8       | 7. април 2019.       | 26. мај 2019.        | 8. април 2019.    | 27. мај 2019.    |                  |               |
|        | 3.     | 8       | 12. април 2020.      | 31. мај 2020.        | 13. април 2020.   | 1. јун 2020.     |                  |               |
|        | 4.     | 8       | 27. фебруар 2022.    | 17. април 2022.      | 28. фебруар 2022. | 18. април 2022.  | /                |               |